# Blancpain
Blancpain SA es una empresa manufacturera suiza dedicada a la fabricación de relojes de lujo, con sede en Paudex/Le Brassus (Suiza). La compañía diseña, fabrica, distribuye y vende prestigiosos relojes mecánicos de lujo. Fundada por Jehan-Jacques Blancpain en Villeret (Berna) en 1735, Blancpain es la marca de relojes registrada más antigua del mundo. Filial del Grupo Swatch
desde 1992, está considerada como una marca de relojes de primer nivel.
Es conocida por su reloj de buceo Fifty Fathoms presentado en 1953, y por el modelo Blancpain 1735, un reloj de pulsera que incluye varias complicaciones, presentado en 1991.

## Historia

### Orígenes
Jehan-Jacques Blancpain comenzó a fabricar relojes en 1735 en Villeret (Berna). Fundó la marca Blancpain, estableciendo su primer taller en la planta superior de su casa en Villeret, en el actual Jura bernés. Esta parte de la historia es controvertida. Según Perezcope, no hay evidencia de que Jehan-Jacques Blancpain y las dos generaciones siguientes fueran relojeros.
En 1815, Frédéric-Louis Blancpain, bisnieto de Jehan-Jacques, quien era el jefe de la empresa familiar en ese momento, modernizó los métodos de producción y transformó el taller artesanal tradicional en una empresa industrial capaz de producir en serie. Al reemplazar el mecanismo de rueda de corona por un escape de cilindro, Frédéric-Louis introdujo una gran innovación en el mundo de la relojería.
En la segunda mitad del siglo XIX, con la llegada de la industrialización, los precios de los productos de relojería cayeron y muchos talleres se vieron obligados a cerrar. Para hacer frente a la competencia americana, Blancpain construyó en 1865 una fábrica de dos plantas junto al río Suze, y utilizó la energía hidráulica para abastecer de electricidad sus procesos de producción. Al modernizar sus métodos y concentrarse en productos de alta gama, Blancpain se convirtió en una de las pocas empresas relojeras que sobrevivieron en Villeret.

### Reorganización

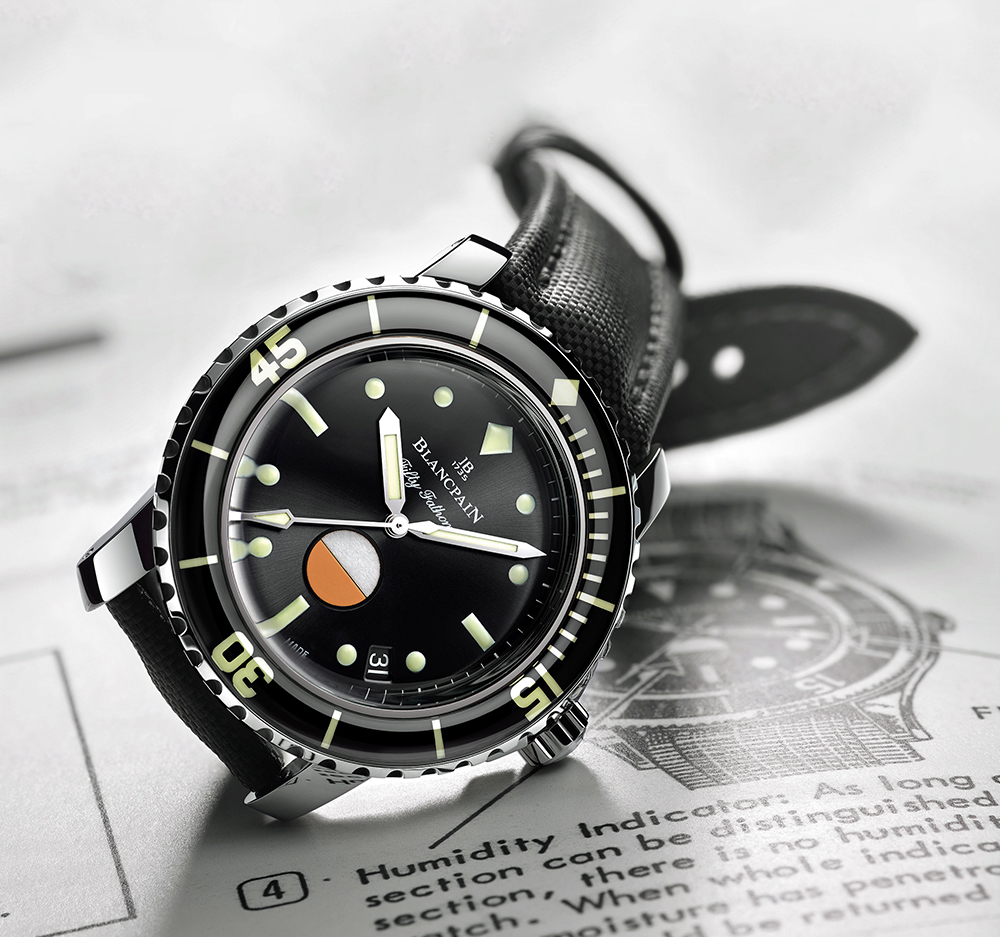
Reloj de buceo Blancpain Fifty Fathoms Automatique. La familia de modelos Fifty Fathoms se introdujo a mediados de la década de 1950

En 1926, la Manufactura se asoció con John Harwood y comenzó a comercializar el primer reloj de pulsera automático. En 1932 terminó la gestión familiar de la empresa, que había durado más de dos siglos. A la muerte de Frédéric-Emile Blancpain, su única hija, Berthe-Nellie, no quiso dedicarse a la relojería. Al año siguiente, los dos miembros del personal más cercanos a Frédéric-Emile, Betty Fiechter y André Léal, adquirieron la empresa. Como ya no había ningún miembro de la familia Blancpain al mando de la firma, los dos socios se vieron obligados por la ley vigente en ese momento a cambiar el nombre de la empresa. La firma pasaría a llamarse «Rayville S.A., succ. de Blancpain», siendo «Rayville» un anagrama fonético de Villeret. A pesar de este cambio de nombre, se perpetuó la identidad de la manufactura y se conservaron las características de la marca.
Betty Fiechter siguió siendo directora de Blancpain hasta 1950, cuando su sobrino, Jean-Jacques Fiechter, se incorporó a la firma. A finales de la década de 1950, Rayville-Blancpain producía más de 100.000 relojes al año. Para poder satisfacer la demanda en constante crecimiento, la firma pasó a formar parte de la SSIH, uniéndose a marcas como Omega, Tissot y Lemania. En 1971, la producción anual de la empresa alcanzó el pico histórico de 220.000 relojes. Durante la crisis del cuarzo de la década de 1970, SSIH se vio obligada a reducir su producción a la mitad y a vender parte de sus activos.

### Desarrollo reciente
En 1983, SSIH vendió el nombre Rayville-Blancpain a Jacques Piguet, hijo de Frédéric Piguet y director de la empresa con ese nombre, y a Jean-Claude Biver, en ese momento empleado por la SSIH. La empresa instaló la producción en Le Brassus, en el Valle de Joux, y a partir de entonces operó bajo el nombre de "Blancpain SA".
En 1992, la SSIH compró Blancpain de nuevo por 60 millones de francos suizos. En ese momento, Blancpain tenía unas ventas anuales de 50 millones de francos suizos. Jean-Claude Biver permaneció como director general de Blancpain hasta 2002. Marc Hayek, nieto del fundador y presidente del Grupo Swatch, Nicolas Hayek (1928-2010), pasó a dirigir la compañía en 2002.
Poco después, SSIH pasó a denominarse The Swatch Group y, en julio de 2010, Frédéric Piguet SA, también propiedad del Grupo Swatch, se fusionó con la empresa Blancpain SA. Actualmente, Blancpain es miembro activo de la Fédération de l'industrie horlogère suisse.

## Lema y eslogan
Uno de los eslóganes de Blancpain es "Blancpain nunca ha fabricado un reloj de cuarzo y nunca lo hará".

## Fabricación de relojes
Según sus eslóganes comerciales, la empresa nunca ha producido relojes de cuarzo en el pasado y ha declarado en sus anuncios que nunca lo hará, y tampoco ha producido nunca relojes con pantallas digitales. En comparación con un gran fabricante de relojes como Rolex, que fabrica unas 2.000 piezas al día, Blancpain produce menos de treinta diariamente. Además, la empresa cuenta con la particularidad de que cada reloj es fabricado por un solo relojero.

### Invenciones y patentes importantes
- En 1983, creó la pantalla de fases lunares más pequeña del mundo.[3]
- En 1987, creó el reloj automático cronógrafo más delgado del mundo y el reloj repetidor de minutos más pequeño del mundo en su momento.[3]
- En 1988, creó el cronógrafo doble más plano del mundo en aquel momento.[3]
- En 2000, produjo los primeros relojes de cuerda automática con tourbillon y calendario perpetuo del mundo, con una reserva de marcha de ocho días.[3]
- En 2005, patentó el sistema de correctores bajo asas.[3]
- En 2006, patentó la técnica de engaste de piedras "efecto raíl".[3]
- En 2006, creó el Tourbillon Semainier, una combinación sin precedentes de complicaciones con una reserva de marcha de siete días.[3]
- En 2008, produjo el primer movimiento del mundo con un carrusel volante de un minuto y una reserva de marcha de 100 horas.[3]

## Modelos notables

### Villeret

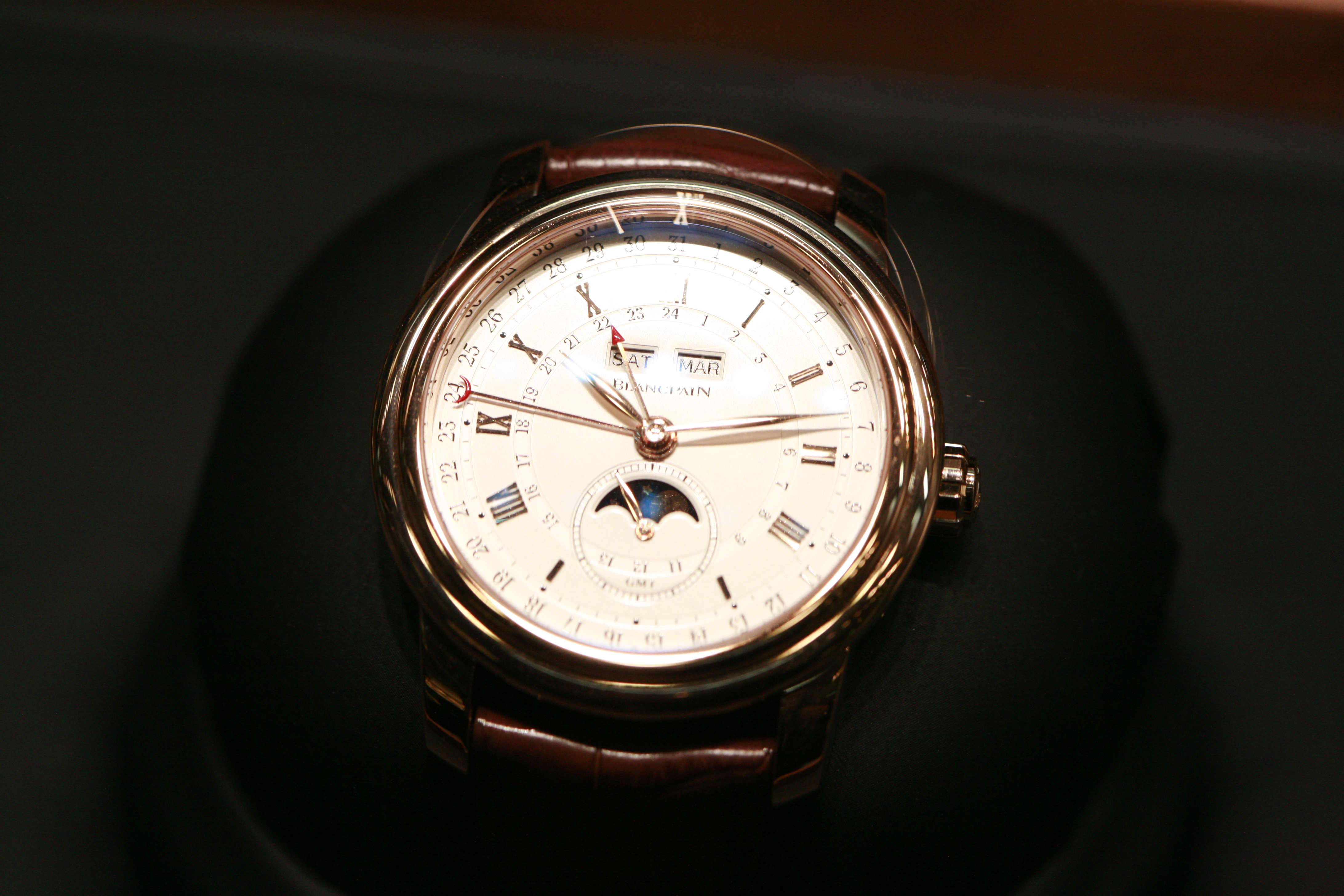
Reloj de pulsera Villeret

La colección Villeret se comercializa como la colección más clásica de Blancpain. Bautizada con el nombre de la ciudad natal de Blancpain, la colección Villeret ha sido una línea insignia de la empresa desde los años 1980. No solo incluye relojes de pulsera con diseños sencillos y elegantes, sino que también se dispone de relojes con complicaciones, como triple calendario, fase lunar y tourbillón.

### Fifty Fathoms
Blancpain es conocida por su reloj Fifty-Fathoms, producido en colaboración con los "Nageurs de Combat" (nadadores de combate) de la Marina Nacional francesa liderados por el capitán Bob Maloubier y el teniente Claude Riffaud, y usado por Jacques Cousteau. Desde 1958, el modelo Fifty Fathoms fue el reloj estándar de los buzos de combate de la Marina de los EE. UU. y de los SEAL. El reloj tiene un nivel de resistencia al agua de hasta 91 metros.

### 1735 Grande Complication
Blancpain es famoso por haber creado de uno de los relojes mecánicos más complicados jamás fabricados, el Blancpain 1735, que es un auténtico grande complication (incluye tourbillon, repetición de minutos, calendario perpetuo y cronógrafo doble), una edición limitada de solo 30 piezas, y con una producción de solo una pieza por año.

## Mecenas y propietarios notables

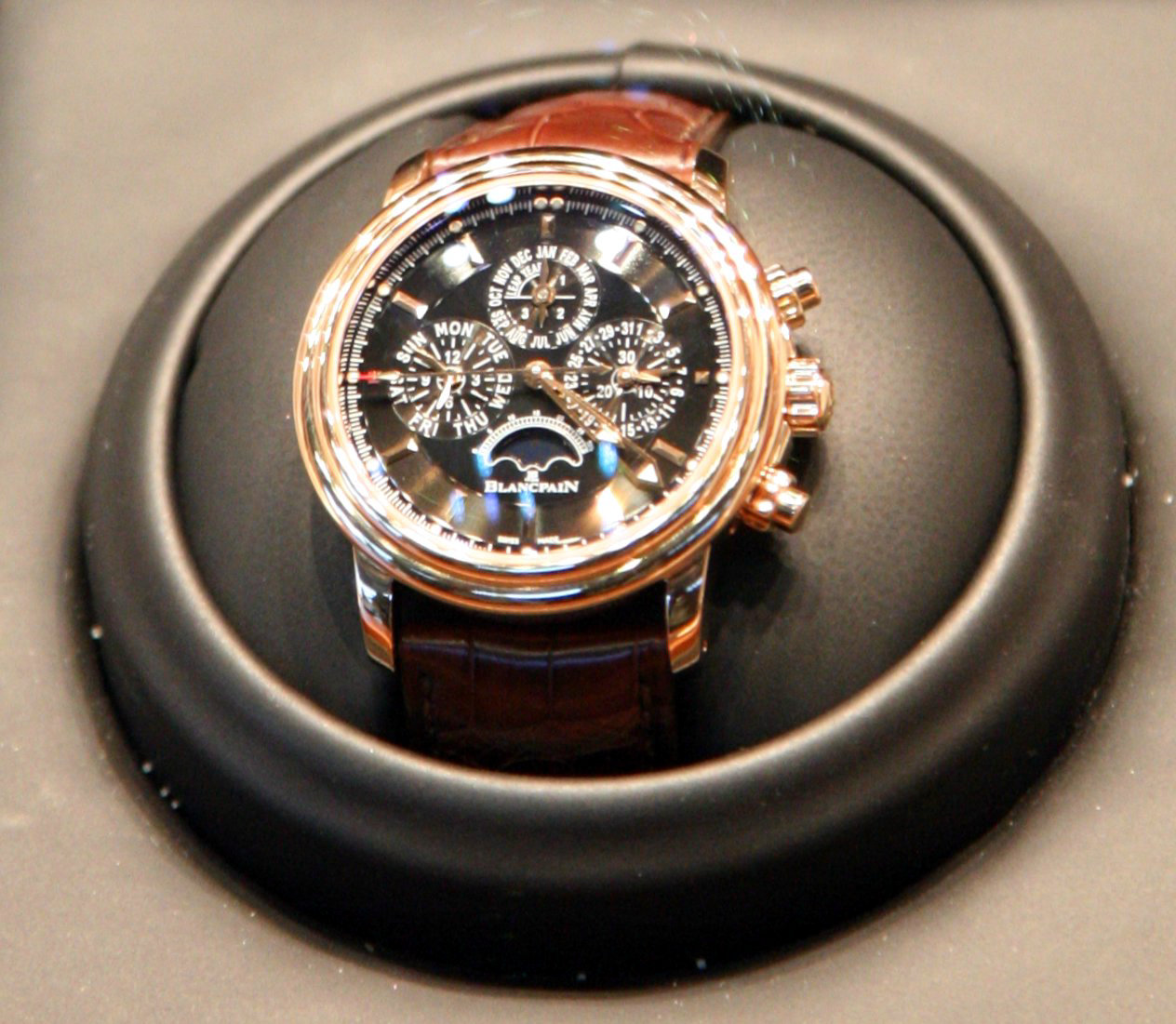
Reloj de pulsera Blancpain con complicaciones

### Artistas
- Francis Ford Coppola, director de cine estadounidense (Trilogía de El padrino) y ganador de múltiples premios Óscar.[22]

### Celebridades
- Vladímir Krámnik, gran maestro de ajedrez ruso.[23]
- Marilyn Monroe, actriz estadounidense.[24]
- Brad Pitt, actor estadounidense.[25]

### Políticos
- Vladímir Putin, presidente de Rusia.[26][27]

## Patrocinio
Blancpain patrocina competiciones de deportes de motor, incluidas las Blancpain Endurance Series, las Blancpain Sprint Series, el GT World Challenge Europe hasta 2019, cuando se interrumpió el patrocinio, la Lamborghini Blancpain Super Trofeo series, el ADAC GT Masters y los cohes GT1 y GT3 de Reiter Engineering, hasta que Reiter dejó de competir (principalmente con Lamborghinis).